# Trigoniulus ceramicus
Trigoniulus ceramicus är en mångfotingart som beskrevs av Carl Graf Attems 1914. Trigoniulus ceramicus ingår i släktet Trigoniulus och familjen Trigoniulidae. Utöver nominatformen finns också underarten T. c. dunckeri.